# Bétheniville

Bétheniville este o comună în departamentul Marne, Franța. În 2009 avea o populație de 1,125 de locuitori.